# بوروكيرتو
بوروكيرتو (بالإنجليزية: Purwokerto)‏ هي مدينة تقع في إندونيسيا في منطقة بانيوماس في جاوة الوسطى. يقدر عدد سكانها بـ 249,705 نسمة ومساحتها 38.58 كم2 .

## أعلام
- ووكيراسيه ساونداري